# Liste du patrimoine culturel immatériel de l'humanité au Burundi
Cet article recense les pratiques inscrites au patrimoine culturel immatériel au Burundi.

## Statistiques
Le Burundi ratifie la convention pour la sauvegarde du patrimoine culturel immatériel le 25 août 2006. La première pratique protégée est inscrite en 2014.
En 2016, le Burundi compte un élément inscrit au patrimoine culturel immatériel, sur la liste représentative.

## Listes

### Liste représentative
L'élément suivant est inscrit sur la liste représentative du patrimoine culturel immatériel de l'humanité.
| Élément                            | Type                                              | Subdivision | Année | Lien  | Notes | Illus. |
| ---------------------------------- | ------------------------------------------------- | ----------- | ----- | ----- | ----- | ------ |
| La danse rituelle au tambour royal | pratiques sociales, rituels et événements festifs |             | 2014  | 00989 |       |        |

### Patrimoine immatériel nécessitant une sauvegarde urgente
Le Burundi ne compte aucun élément sur la liste du patrimoine immatériel nécessitant une sauvegarde urgente.

### Registre des meilleures pratiques de sauvegarde
Le Burundi ne compte aucune pratique listée au registre des meilleures pratiques de sauvegarde.